# La Ameca
La Ameca es una localidad mexicana; localizada en el municipio de Pisaflores en el estado de Hidalgo.

## Toponimia
En náhuatl: “Arriba del agua o por encima del agua”.

## Geografía
Se encuentra en la región geográfica de la Huasteca hidalguense; a la localidad le corresponden las coordenadas geográficas 21° 14’ 50.220” de latitud norte y 98° 55’ 48.271” de longitud oeste, con una altitud de 597 m s. n. m. Cuenta con un clima semicalido húmedo con abundantes lluvias en verano.
En cuanto a fisiografía se encuentra en la provincia de la Sierra Madre Oriental, dentro de la subprovincia del Carso Huasteco; su terreno es de sierra. En lo que respecta a la hidrología se encuentra posicionado en la región del Pánuco, dentro de la cuenca del río Moctezuma.

## Demografía
En 2020 registró una población de 1025 personas, lo que corresponde al 5.48 % de la población municipal. De los cuales 497 son hombres y 528 son mujeres.
| Gráfica de evolución demográfica de La Ameca entre 1910 y 2020 |
|                                                                |
| Población registrada por los censos y conteos del INEGI.       |